# Continuum: Ocalić przyszłość
Continuum: Ocalić przyszłość (oryg. Continuum) – kanadyjski serial science-fiction, który miał swoją premierę na kanale Showcase 27 maja 2012 roku.
Akcja serialu koncentruje się na konflikcie pomiędzy grupą terrorystyczną Liber8, która przeniosła się w czasie z roku 2077 do 2012 w Vancouver a policjantką, która przez przypadek zostaje przeniesiona razem z nimi. Przenosząc się, grupa decyduje się na kontynuowanie swojej brutalnej walki przeciw korporacjom, by zapobiec sytuacji politycznej z roku 2077. Policjantka w tym czasie dołącza do jednostki policji z Vancouver i próbuje ich powstrzymać, jednocześnie nie wyjawiając kim jest i skąd pochodzi.
Drugi sezon serialu emitowano od 23 maja 2013 roku na kanale Showcase w Kanadzie oraz od 7 czerwca 2013 na kanale Sci Fi w Stanach Zjednoczonych. 5 czerwca 2013 roku ogłoszono, że seria zostanie prolongowana do trzeciego sezonu. 9 grudnia 2014 roku stacja Showcase ogłosiła zamówienie 4, ostatniego, sezonu serialu.
W Polsce serial emitowany jest na kanale Puls 2 od 19 kwietnia 2014 roku.

## Fabuła
Policjantka z CPS (City Protective Services), Kiera Cameron wiedzie zwyczajne życie wraz ze swym mężem i synem w Vancouver w 2077 roku, gdzie pod władzą korporacji i oligarchicznej dystopii Kongresu korporacji, ludzie żyją w zaawansowanym technologicznie państwie policyjnym.
Gdy grupa bojowników o wolność znanych jako Liber8 ucieka w trakcie swojej egzekucji dzięki przeszmuglowanemu urządzeniu do 2012 roku, Kiera zostaje nieumyślnie przeniesiona w przeszłość razem z nimi. Na miejscu łączy siły z departamentem policji oraz z detektywem Carlosem Fonnegrą, oraz korzysta z pomocy genialnego nastolatka Aleca, pracując nad wyśledzeniem i unieszkodliwieniem Edouarda Kagame oraz jego współpracowników, jednocześnie ukrywając swoją tożsamość jako podróżnika w czasie i szukając sposobu na powrót do domu. Członkowie Liber8 starają się za wszelką cenę zmienić przyszłość, by nie dopuścić do rządów korporacji. W tym czasie Kiera odkrywa, że Alec jest nikim innym jak wynalazcą i stanie się potężnym biznesmenem, który w przyszłości zostanie głową Sadtech – jednej z najpotężniejszych korporacji, która będzie władać światem w 2077 roku.
W trakcie walki o powrót do domu i rodziny Kiera dowiaduje się, że zarówno obecność jej, jak i Liber8 w 2012 roku nie była wynikiem przypadku.

## Obsada
- Rachel Nichols – protektorka CPS Kiera Cameron, policjantka z Vancouver z 2077 roku, która została wysłana w przeszłość razem z Liber8 podczas ich ucieczki w trakcie egzekucji. Odcięta od swojego czasu, rodziny i przyjaciół, dołącza do wydziału policji w Vancouver by przeszkodzić Liber8 w ich planach zmiany przyszłości, używając swojej wiedzy, pozycji w policji i technologii którą posiada ze swoich czasów.
- Victor Webster – detektyw Carlos Fonnegra, partner Kiery w policji.
- Erik Knudsen – młody Alec Sadler. Będąc nastolatkiem, zanim zostanie głową największej korporacji technologicznej w przyszłości, woli przesiadywać w swoim pokoju pracując nad własnym projektem. Jest w stanie komunikować się z Kierą dzięki jej cybernetycznym implantom, które opierają się na jego wynalazkach.
- Stephen Lobo – Matthew Kellog, dezerter, były członek Liber8, który pragnie zbudować sobie nowe i pełne luksusu życie w 2012.
- Tony Amendola – Edouard Kagame, lider grupy terrorystycznej Liber8.
- Roger Cross – Travis Verta, prawa ręka Kagame.
- Lexa Doig – Sonya Valentine, medyk, członkini Liber8.
- Omari Newton – Lucas Ingram, były inżynier firmy Sadtech, który przyłączył się do Liber8. Nie jest żołnierzem, ale jego umiejętności techniczne czynią go bardzo ważnym członkiem Liber8.
- Luvia Petersen – Jasmine Garza, żołnierz z Liber8.
- Jennifer Spence – detektyw Betty Robertson, koleżanka z pracy Carlosa Fonnegry.
- Brian Markinson – inspektor Dillon, przełożony Carlosa i Betty.
- Richard Harmon – Julian Randol, przybrany brat Aleca. W przyszłości znany jako Theseus, założyciel Liber8 oraz mentor Edouarda Kagame.
- Nicholas Lea – Agent Gardiner. Wierzy, że Kiera współpracuje z Liber8.
- Tahmoh Penikett – Jim Martin, polityk i przyjaciel Carlosa. W tajemnicy współpracuje z Liber8.
- Magda Apanowicz – Emily, dziewczyna Aleca. Pracuje dla pana Eschera.

## Odcinki
| Sezon | Sezon | Odcinki | Oryginalna emisja | Oryginalna emisja   | Oryginalna emisja | Oryginalna emisja |
| Sezon | Sezon | Odcinki | Premiera sezonu   | Finał sezonu        | Premiera sezonu   | Finał sezonu      |
| ----- | ----- | ------- | ----------------- | ------------------- | ----------------- | ----------------- |
|       | 1     | 10      | 25 maja 2012      | 5 sierpnia 2012     | 19 kwietnia 2014  | 17 maja 2014      |
|       | 2     | 13      | 21 kwietnia 2013  | 4 sierpnia 2013     | 24 maja 2014      | 5 lipca 2014      |
|       | 3     | 13      | 16 marca 2014     | 22 czerwca 2014     | 3 maja 2016       | 31 maja 2016      |
|       | 4     | 6       | 4 września 2015   | 9 października 2015 | brak danych       | brak danych       |